# Varifrån kommer vi? Vad är vi? Vart går vi?

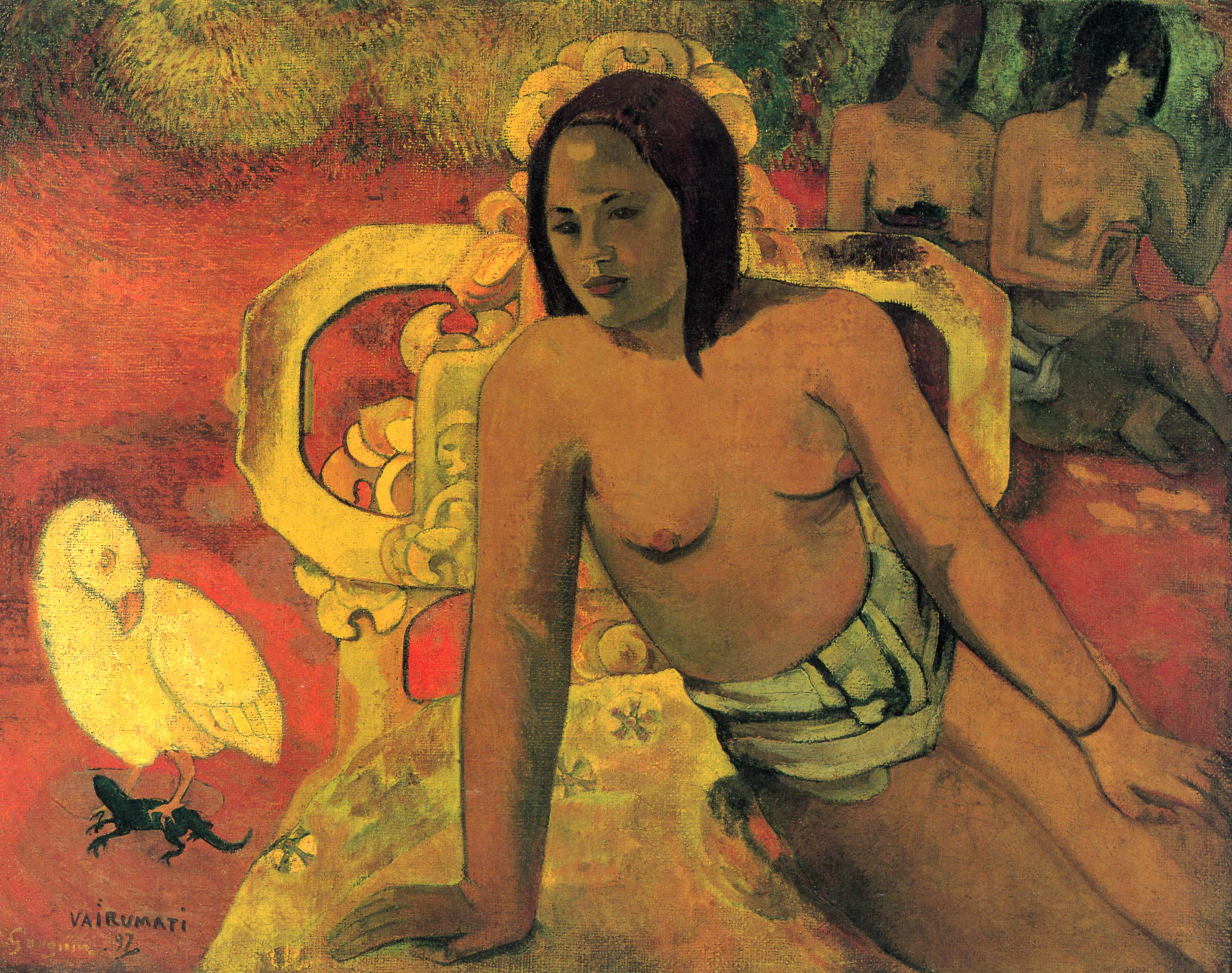
Vairumati från 1897, olja på duk 73,5x92,5 cm, Musée d'Orsay.

Varifrån kommer vi? Vad är vi? Vart går vi? (franska: D'où venons-nous ? Que sommes-nous ? Où allons-nous?) är en oljemålning av den franske konstnären Paul Gauguin från 1897–1898. Målningen gjordes på Tahiti och är sedan 1936 utställd på Museum of Fine Arts i Boston i Massachusetts.
Gauguin skrev konstverkets namn i det övre vänstra hörnet: "'D'où Venons Nous / Que Sommes Nous / Où Allons Nous", utan frågetecken och alla ord med inledande stor bokstav. I det övre högra hörnet signerade och daterade han målningen: P. Gauguin / 1897. 
I detta verk återanvänder Gauguin flera figurer ur sina tidigare kompositioner. Kvinnofiguren som lutar sig åt höger längst ned till vänster förekommer i målningen Vairumati från 1897. Den vita fågeln som står bredvid med en ödla i klorna förekommer också i båda målningarna. Denna oljemålning har tillhört franska staten sedan 1959 och är sedan 1986 utställd på Musée d'Orsay i Paris.
Gauguin kom första gången till Tahiti 1891 och tillbringade största delen av sina sista år i Franska Polynesien dit han reste för att söka efter en ursprunglig och oförstörd livsmiljö. Hans konst blev oerhört inflytelsefull åren omkring sekelskiftet och kom att benämnas primitivism. Trots fattigdom och syfilis var detta en av hans mest kreativa perioder. År 1903 dog han och begravdes på ön Hiva Oa. 